# Stephen Fuller Austin
Pour les articles homonymes, voir Steve Austin, Fuller et Austin.
Stephen Fuller Austin (3 novembre 1793 – 27 décembre 1836), surnommé le Père du Texas, mena la deuxième colonisation de cette région des États-Unis actuels en faisant venir des migrants américains, alors que le Texas appartenait au Mexique. Il a donné son nom à l'actuelle capitale du Texas, Austin, mais aussi à des établissements d'enseignement comme l'Université Stephen F. Austin à Nacogdoches ou l'Austin College à Sherman.

## Jeunesse (1793-1820)
Stephen F. Austin est né le 3 novembre 1793, dans la région minière du sud-ouest de la Virginie, dans le comté de Wythe. Il est le deuxième enfant de Moses Austin et de Mary Brown, qui eurent d'abord une fille prénommée Eliza, qui mourut de façon précoce. Le 8 juin 1798, alors qu'il n'a que quatre ans, sa famille s'installe dans l'actuel État du Missouri, une région qui dépend alors de la couronne espagnole. Après la vente de la Louisiane aux États-Unis, le père de Stephen Austin demande la création d'un comté de Washington ; il réclame également que la cité qu'il a créée, Potosi, en devienne le chef-lieu.
À l'âge de 11 ans Stephen Austin est envoyé faire des études à la Bacon Academy dans le Connecticut, puis à l'université Transylvania à Lexington, où il obtient son diplôme en 1810. Il poursuit une formation d'avocat, puis entre dans l'assemblée du territoire du Missouri à l'âge de 21 ans. Il se sert alors de son influence politique pour fonder la Banque de Saint Louis, mais se retrouve ruiné après la crise bancaire de 1819. Il décide alors de partir pour le territoire de l'Arkansas. Il y acquiert une propriété sur la rive sud de l'Arkansas, dans la région de l'actuelle Little Rock. Il repart en 1820 vers la Louisiane et fait la connaissance de Joseph H. Hawkins à La Nouvelle-Orléans.

## Départ pour le Texas

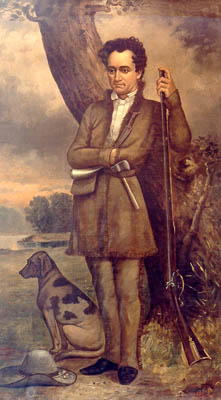
Stephen F. Austin.

Alors que Stephen Austin poursuit sa carrière en Arkansas, son père reçoit l'autorisation de la Nouvelle-Espagne de faire venir au Texas 300 colons anglo-saxons. Il meurt le 10 juin 1821 d'une pneumonie sur le chemin du retour, laissant à son fils la tâche d'installer les colons. Stephen Austin arrive à San Antonio au Texas le 12 août, bien décidé à reconduire l'autorisation que son père avait reçue. Pendant son voyage, il apprend que le Mexique a déclaré son indépendance vis-à-vis de l'Espagne et que le Texas est devenu une province du Mexique. Il reçoit néanmoins l'autorisation d'installer des colons par le gouverneur Antonio María Martínez. Ce dernier l'autorise à explorer le littoral du golfe du Mexique entre San Antonio et le Brazos afin de trouver un endroit pour la colonie. Il conduit cette expédition avec Manuel Becerra et trois Amérindiens Aranamas. Les colons s'installent finalement en décembre 1821 sur le territoire actuel du comté de Brazoria. Chaque famille reçoit une terre qu'elle peut mettre en valeur.
Cependant, le nouveau gouvernement installé à Mexico et dirigé par l’empereur Augustin Ier ne reconnaît pas le droit de colonisation accordé à son père par les autorités espagnoles avant l'indépendance. Stephen Austin doit se rendre à Mexico pour obtenir l’autorisation du nouveau gouvernement. Celle-ci est accordée en 1823 par Augustin Ier. Mais après l'abdication de celui-ci, le nouveau gouvernement républicain du Mexique annule tous les actes du régime précédent. Le contrat d’Austin est finalement reconnu à la mi-avril 1823. Lorsqu’il revient au Texas en juillet 1823, Stephen Austin décide de faire de San Felipe de Austin le chef-lieu de sa petite colonie. Austin peut installer cent autres familles en 1827 le long de l’Old San Antonio Road, les autorités mexicaines pensant qu’elles aideront les soldats à se défendre contre les attaques comanches.